# Wyatt Earp (pel·lícula)
Wyatt Earp és una pel·lícula estatunidenca de western de 1994 basada en la vida de Wyatt Earp i el seu treball com marshall al poble de Tombstone, Arizona. La cinta, dirigida per Lawrence Kasdan i protagonitzada per Kevin Costner, Dennis Quaid i Michael Madsen, entre d'altres, va ser nominada a l'Oscar a la millor fotografia. Ha estat doblada i subtitulada al català.

## Argument
La pel·lícula presenta una mirada més a la vida de Wyatt Earp, la seva tasca per restablir la llei en Tombstone, i el famós tiroteig al O.K. Corral, entre la família Earp i els Clanton. La trama comença amb la joventut d'Earp a Califòrnia i les seves vivències en un món de brutalitat pròpia de l'Oest. Earp desenvolupa la capacitat de reaccionar efectivament davant agressions de matones i il·legals i això li val ser nomenat agutzil en un poble on impera només la llei del més fort.
Earp amb la seva gestió guanya fama de ser un xèrif dur, enèrgic i intransigent amb els qui no respecten la llei col·locant el poble de Dodge City en ordre, i la seva fama transcendeix les fronteres estatals. A més, es guanya molts enemics. Només té a més dels seus germans un sol amic, Doc Holliday, un exmetge afectat d'una tuberculosi en progrés i qui el secunda i dona suport a les seves accions.
Earp a més està casat amb Urilla Sutherland, però en morir aquesta de febre tifoide decideix fugir del dolor. Els seus germans obtenen llocs de treball de policia en el petit poblat de Tombstone, Arizona, on el desordre, les bandes de malvats com els Clanton i altres, provoquen a gust desordres al carrer.
Wyatt Earp és reclutat pels seus germans com a policia i aviat ocupa l'ofici de marshal. En això competeix amb l'altre comissari deshonest que dona suport a aquestes bandes per tal de mantenir la seva ocupació, ia més exhibeix la foto de la seva xicota nua com a trofeu de guerra. És llavors quan Wyatt Earp conquesta a la núvia d'aquest comissari.
Els Clanton desafien als Earp en un corral i en el tiroteig mor un associat i els Clanton queden ferits. Aquests es vinguin deixant gairebé esguerrat al germà gran i maten al germà menor de Wyatt Earp. Després, Wyatt Earp els elimina en tirotejos en diferents llocs desconeguts, sense pietat.
Un cop acabada la seva missió, porta a Doc Holliday a un hospital, on es queda fins a la seva inevitable mort, i després continua amb la seva vida, que es converteix gradualment en llegenda.

## Repartiment
- Kevin Costner com a Wyatt Earp
- Dennis Quaid com a Doc Holliday
- Gene Hackman com a Nicholas Earp
- Michael Madsen com a Virgil Earp
- Linden Ashby com a Morgan Earp
- Catherine O'Hara com a Allie Earp
- Mark Harmon com a Sheriff Johnny Behan
- David Andrews com a James Earp
- Bill Pullman com a Ed Masterson
- Isabella Rossellini com a Big Nosed Kate
- Jeff Fahey com a Ike Clanton
- Tom Sizemore com a Bat Masterson
- Joanna Going com a Jossie Marcus
- JoBeth Williams com a Bessie Earp
- Mare Winningham com a Mattie Blaylock
- Jim Caviezel com a Warren Earp